# Martin Baudrexel
Martin Baudrexel (* 13. März 1970 in München) ist ein deutscher Koch und Fernsehkoch.

## Leben
Nach dem Fachabitur erlernte Baudrexel den Beruf des Kochs am St. Pius X Culinary Institute im kanadischen Montreal, wo er auch die ersten Jahre als Koch arbeitete, u. a. im Restaurant Toqué. Nach Zwischenstationen in Vancouver und im Ski-Gebiet Mount Whistler kehrte er 2003 nach München zurück. Bis Juli 2011 führte er dort das Restaurant Rubico und anschließend bis 2013 das Isargold. Von 2015 bis 2021 arbeitete er für das Ausbildungsrestaurant Roecklplatz in München, in dem Jugendliche mit besonderem Förderbedarf eine Ausbildung in der Gastronomie erhalten. Im Oktober 2021 hat Baudrexel eine Tätigkeit im Münchner Restaurant Kismet aufgenommen.
Der Öffentlichkeit bekannt wurde Baudrexel vor allem als Teil des Teams der RTL-II-Doku-Soap Die Kochprofis – Einsatz am Herd. Zwischenzeitlich verließ er die Sendung zugunsten der neuen VOX-Sendung Die Küchenchefs. Zudem ist er auch Jurymitglied bei der ZDF-Kochshow Die Küchenschlacht. 2015 hatte er in der Folge Rache für mon coeur der ZDF-Fernsehserie Notruf Hafenkante eine Gastrolle. 2020 war er in der Sendung Verrückt nach Meer an Bord der MS Hamburg zu sehen.